# ポートルイス
ポートルイス（英語: Port Louis、フランス語: Port-Louis "ポール＝ルイ"）は、インド洋に位置するモーリシャスの首都
本島のモーリシャス島にある港湾都市で、同国最大の都市。アフリカ有数の世界都市であり、2020年の「グローバリゼーションと世界都市研究ネットワーク」(GaWC)ではガンマ－の都市と評されている。
2015年7月1日の人口は14万9672人。
ポートルイス県に属する。南緯20度10分、東経57度31分30秒。

## 概要

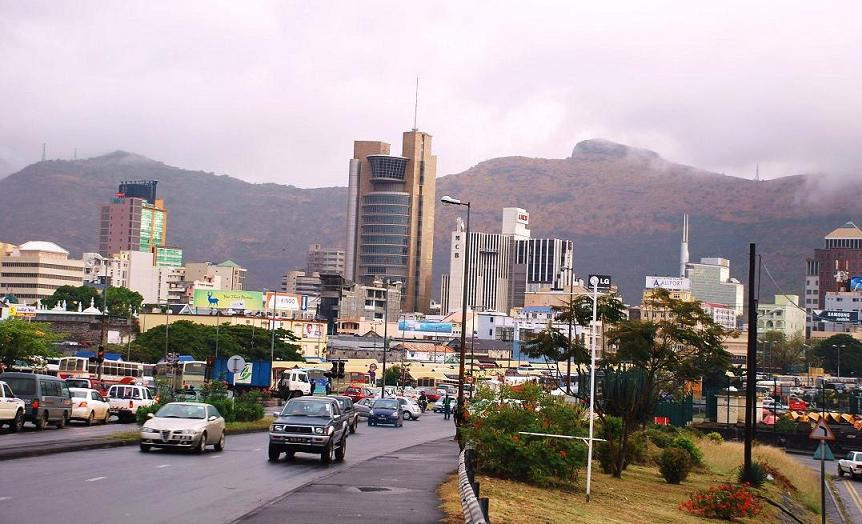
ポートルイス市街地

ポートルイスは、ポートルイス・モカ山脈 (Port-Louis Moka Range) と呼ばれる山脈に囲まれている。この山脈の最も有名な山は、海抜800m近いところにあるル・プセ山とピーター・ボス山である。ただし北西方向は海に面しており、ここにポートルイス港が開けている。
ポートルイス市民の人気スポットは、シャン・ド・マルス (Champ de Mars) と呼ばれている国立競馬場や、ル・カセルナ (Les Casernes) と呼ばれる警察バラック（宿舎）、ル・ポートルイス・ウォーターフロント (Le Port Louis WaterFront) である。
また標高500mのシノ山 (Signaux) があり、市民が度々レクリエーションに訪れる。
山頂からの市内の眺めはとても良い。
街のメインストリートはSSR通り（S.S.R street＝ラ・ル・デスフォルゲ (La Rue Desforges) とも）で、イスラム教徒が多く周囲にはモスクがある。
市役所もこの通りに面している。
観光地としては、ザ・コダン・ウォーターフロント (The Caudan Waterfront)、ポートルイス市場 (Port Louis Bazaar)、モーリシャス・チャイナタウン (Mauritian China town) 等。
また国立歴史博物館 (Natural History Museum)、モーリシャス・スタンプ博物館 (Mauritius Stamp Museum) もある。
モーリシャスで一番古い郵便局もあり、そこにはマエ・ド・ラ・ブルドネの彫刻がある。
また、島の動植物の相に関する研究をするモーリシャス研究所がある。

## 歴史
1735年、フランスのベルトラン＝フランソワ・マエ・ド・ラ・ブルドネがポートルイスを建設した。
市名はルイ15世にちなみ、フランス支配下ではポール＝ルイ（ルイ王の港）であった。
市民の多くは、19世紀にインドから来た移民の子孫である。

## 産業
主要な産業は、貿易や観光業。
観光客の主な目的はウォーターフロントでのショッピング等。
主な工業製品は織物、化学薬品、プラスチック製品、調合薬等。

## 気候
| ポートルイスの気候                        | ポートルイスの気候 | ポートルイスの気候 | ポートルイスの気候 | ポートルイスの気候 | ポートルイスの気候 | ポートルイスの気候 | ポートルイスの気候 | ポートルイスの気候 | ポートルイスの気候 | ポートルイスの気候 | ポートルイスの気候 | ポートルイスの気候 | ポートルイスの気候 |
| 月                                        | 1月                | 2月                | 3月                | 4月                | 5月                | 6月                | 7月                | 8月                | 9月                | 10月               | 11月               | 12月               | 年                 |
| ----------------------------------------- | ------------------ | ------------------ | ------------------ | ------------------ | ------------------ | ------------------ | ------------------ | ------------------ | ------------------ | ------------------ | ------------------ | ------------------ | ------------------ |
| 最高気温記録 °C （°F）                    | 35 (95)            | 33 (91)            | 32 (90)            | 31 (88)            | 29 (84)            | 28 (82)            | 27 (81)            | 27 (81)            | 28 (82)            | 31 (88)            | 33 (91)            | 35 (95)            | 35 (95)            |
| 平均最高気温 °C （°F）                    | 31.5 (88.7)        | 31.4 (88.5)        | 31.5 (88.7)        | 30.7 (87.3)        | 29.3 (84.7)        | 27.6 (81.7)        | 26.7 (80.1)        | 26.8 (80.2)        | 27.7 (81.9)        | 28.8 (83.8)        | 30.2 (86.4)        | 31.1 (88)          | 29.44 (85)         |
| 平均最低気温 °C （°F）                    | 24.1 (75.4)        | 24.0 (75.2)        | 23.8 (74.8)        | 23.0 (73.4)        | 21.5 (70.7)        | 19.9 (67.8)        | 19.3 (66.7)        | 19.1 (66.4)        | 19.4 (66.9)        | 20.4 (68.7)        | 21.8 (71.2)        | 23.2 (73.8)        | 21.63 (70.92)      |
| 最低気温記録 °C （°F）                    | 17 (63)            | 18 (64)            | 17 (63)            | 14 (57)            | 13 (55)            | 11 (52)            | 11 (52)            | 10 (50)            | 11 (52)            | 13 (55)            | 14 (57)            | 17 (63)            | 10 (50)            |
| 降水量 mm （inch）                        | 131 (5.16)         | 160 (6.3)          | 83 (3.27)          | 87 (3.43)          | 48 (1.89)          | 24 (0.94)          | 18 (0.71)          | 19 (0.75)          | 17 (0.67)          | 15 (0.59)          | 24 (0.94)          | 85 (3.35)          | 711 (28)           |
| 平均降水日数 （≥1.0 mm）                  | 9                  | 10                 | 8                  | 7                  | 6                  | 4                  | 4                  | 5                  | 3                  | 3                  | 3                  | 6                  | 68                 |
| 平均月間日照時間                          | 248                | 226                | 217                | 240                | 248                | 210                | 217                | 217                | 240                | 279                | 270                | 279                | 2,891              |
| 出典1：World Meteorological Organization. |                    |                    |                    |                    |                    |                    |                    |                    |                    |                    |                    |                    |                    |
| 出典2：BBC Weather                        |                    |                    |                    |                    |                    |                    |                    |                    |                    |                    |                    |                    |                    |

## 交通
- サー・シウサガル・ラングーラム国際空港
- メトロ・エクスプレス

## 姉妹都市
- カラチ（パキスタン）
- 仏山市（中華人民共和国）